# Arroyo del Medio (ort)
Arroyo del Medio är en ort i Argentina.   Den ligger i provinsen Misiones, i den nordöstra delen av landet, 800 kilometer norr om huvudstaden Buenos Aires. Arroyo del Medio ligger 287 meter över havet och antalet invånare är 2 142.
Terrängen runt Arroyo del Medio är huvudsakligen lite kuperad. Arroyo del Medio ligger uppe på en höjd. Närmaste större samhälle är Leandro N. Alem, 14,0 kilometer nordost om Arroyo del Medio.
I omgivningarna runt Arroyo del Medio växer huvudsakligen savannskog. Runt Arroyo del Medio är det ganska glesbefolkat, med 35 invånare per kvadratkilometer.